# Open Bay (Papua-Neuguinea)
Die Open Bay (in der deutschen Kolonialzeit Offene Bucht genannt) ist eine Bucht an der Nordostküste der Insel Neubritannien. Die Grenze zwischen den Provinzen West New Britain und East New Britain von Papua-Neuguinea verläuft genau durch die Bucht.

## Geographie
Das Gebiet der Bucht ist vulkanischen Ursprungs. Grob kann die Bucht als eine „weitere“ Bucht beschrieben werden, deren Bestandteil im Südosten eine „engere“ Bucht ist. Die „weitere“ Bucht reicht etwa von Kakolan Island als äußerst westlichem Punkt bis zum Wunambere Point im Norden. Nach diesen Punkten wäre die Bucht damit etwa 50 Kilometer breit und reicht etwa 35 Kilometer tief in das Landesinnere. Die „engere“ Bucht reicht von der Siedlung Baia im Südwesten bis zum Mulua Point im Norden und ist damit etwa 27 Kilometer breit und reicht etwa 17 Kilometer tief in das Landesinnere. Im Nordosten der „engeren“ Bucht liegt mit dem Tavanatangir Harbour (ehemals Port Powell oder Powell Harbour) ein natürlicher Hafen, deren Einfahrt durch die kleine Ailo Island (ehemals deutsch Schildkröteninsel) begrenzt wird. Die Siedlung Maitanakunai liegt an diesem natürlichen Hafen.
Die Open Bay bildet zusammen mit der Wide Bay eine nur etwa 40 Kilometer breite Landenge, durch die nordöstlich die Gazelle-Halbinsel von der Landmasse Neubritanniens abgetrennt wird.

## Geschichte
Bis 1899 war Neubritannien Teil des Schutzgebiets der Neuguinea-Kompagnie, zwischen 1899 und 1914 entsprechend Teil der Kolonie Deutsch-Neuguinea.
Im Ersten Weltkrieg wurde die Gegend von australischen Marineeinheiten besetzt. Nach dem Krieg wurde die deutsche Kolonie Teil des australischen Mandatsgebietes.
Während des Zweiten Weltkrieges wurde Neubritannien im Frühjahr 1942 von japanischen Streitkräften erobert. 
Auch die Open Bay wurde von den Japanern besetzt und als Zwischenstation für Schiffe und Lastkähne entlang der Nordküste Neubritanniens nach Rabaul genutzt. Die Bucht war daher ab Januar 1943 mehrfach Ziel alliierter Luftangriffe.
Am 5. Februar 1944 nahm das US Navy U-Boot Gato (SS-212) in der Open Bay in der Nähe von Maitanakunai zwei Gruppen alliierter Flieger auf, die über dem japanisch kontrollierten Gebiet abgeschossen worden waren.
Im Februar 1945 drangen australische Truppen von Westen her in den Bereich der Bucht vor. Im Mai 1945 marschierte das australische 3752. Infanteriebataillon von der Wide Bay in die Open Bay bis zum Watu Point. Im Mai 1945 wurde in Nantambu in der Open Bay ein Arbeitslager der Australia New Guinea Administrative Unit (ANGAU) errichtet.